# Parafia Miłosierdzia Bożego w Radomiu
Parafia pw. Miłosierdzia Bożego w Radomiu – parafia rzymskokatolicka usytuowana w Radomiu. Należy do dekanatu Radom-Południe, który należy z kolei do diecezji radomskiej. 

## Historia
Pierwsza msza święta na placu budowy przyszłego kościoła w dzielnicy Jeżowa Wola była celebrowana 17 maja 1981. W tym też roku zbudowano kaplicę, która następnie została rozbudowana, tworząc dzisiejszy budynek kościoła. Świątynia powstała w latach 1981–1983 według projektu architekta Jana Chmielewskiego. Poświęcenia kościoła dokonał bp Edward Materski 20 listopada 1983. Parafia została erygowana 1 maja 1984 przez bp. Edwarda Materskiego przez wydzielenie z części parafii św. Teresy na Borkach.

## Terytorium
Do parafii należą wierni z Radomia mieszkający przy ulicach: Borysowicza, Czajkowskiego, Elsnera, Fundowicza, Jotejki, Kielecka (193,195,195a), Kłosowa, Kosynierów, Krychnowicka, Kurpińskiego, Michałowskiego, Modrzejewskiej, Nadrzeczna (część przylegająca do ul. Szydłowieckiej), Namysłowskiego, Nasypowa, Nowowiejskiego, Odlewnicza, Ogińskiego, Okrężna (część przylegająca do ul. Potkanowskiej), Orna, Potkanowska, Różyckiego, Starokrakowska (od nr. 50 do końca), Stalowa, Stawowa, Szydłowiecka, Szymanowskiego, Tokarska, Wielkopolska, Wieniawskiego, Żelazna (od nr. 27 do końca), Żeleńskiego.

## Proboszczowie
- 1981–1995 – ks. kan. Stanisław Pietrucha
- 1995–2011 – ks. kan. Henryk Mochol
- 2011–2022 – ks. Mirosław Kszczot
- od 2022 – ks. kan. Bernard Kasprzycki